# Łomnica (zámek)

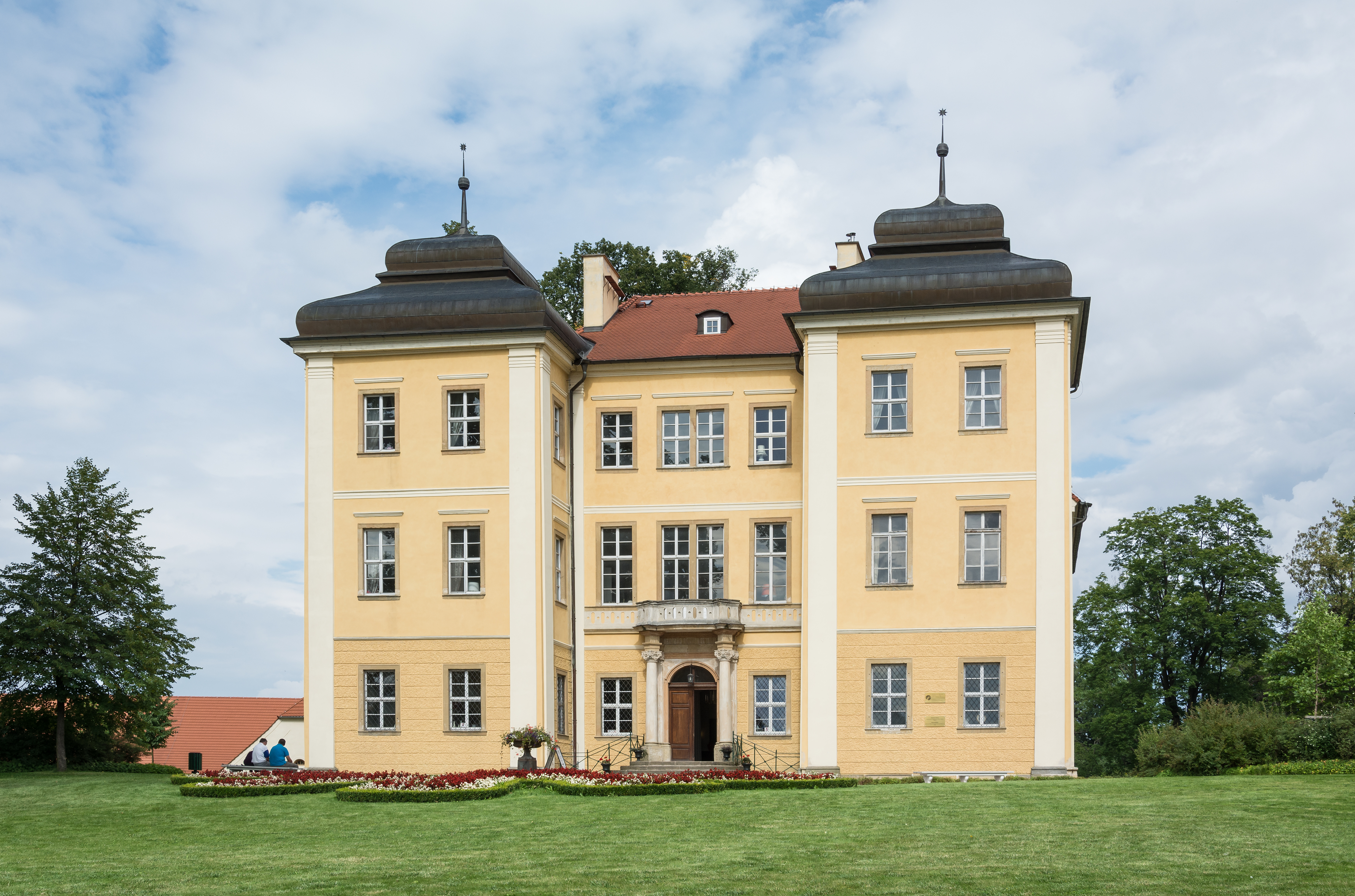
Palác v Łomnici – fasáda

Zámek v Łomnici je zámek vystavěný v 17. století v barokním slohu, který se nachází v Polsku v severní části vesnice Łomnica, vzdálené 5 kilometrů od Jelení Hory. Součástí paláce je také obytná budova Dům vdovy.

## Historie
První informace ohledně reprezentačního obydlí v Łomnici pocházejí z let 1465–1654. Majetek patřil tehdy rodině Zedliztů. V letech 1654–1737 zámek vlastnila rodina Tomagninich, zatímco od 70. let 17. století do roku 1811 rodina Menzlů. Majetek poté vlastnily rodiny Flach a von Roh, až v roce 1835 lomnický pozemek koupil Carl Gustaw von Küster.

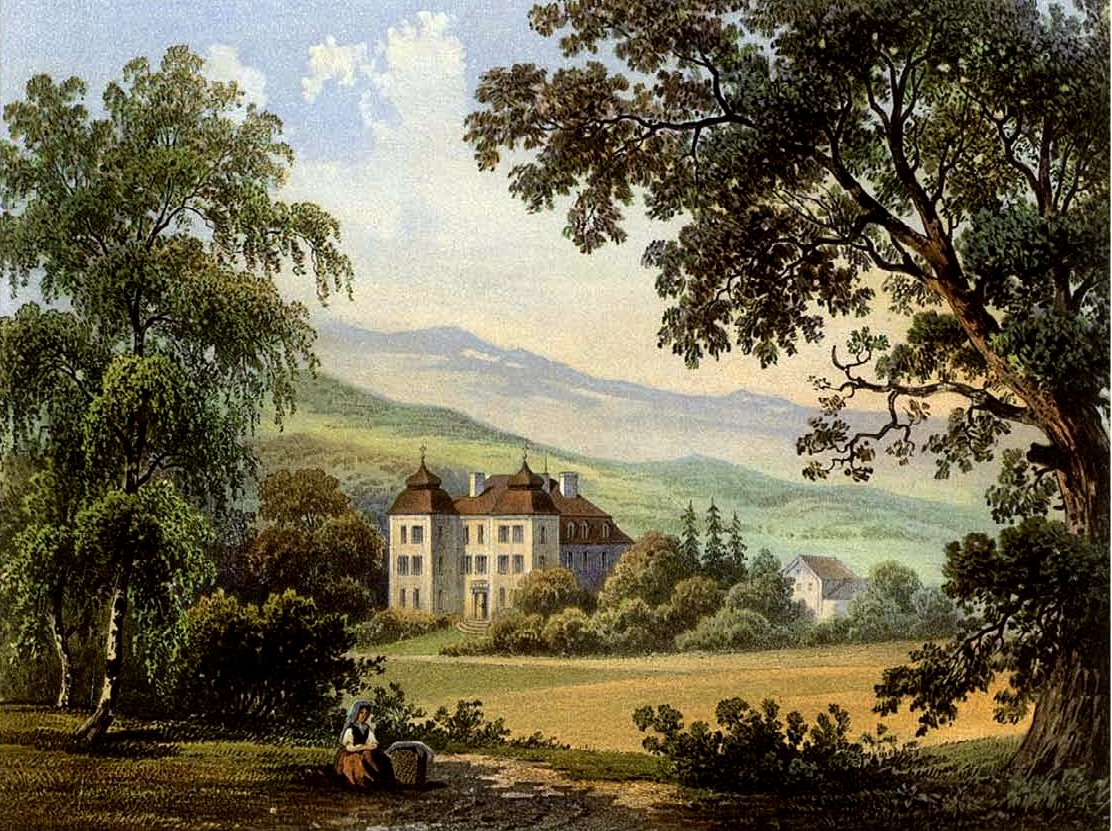
Zámek v 19. století

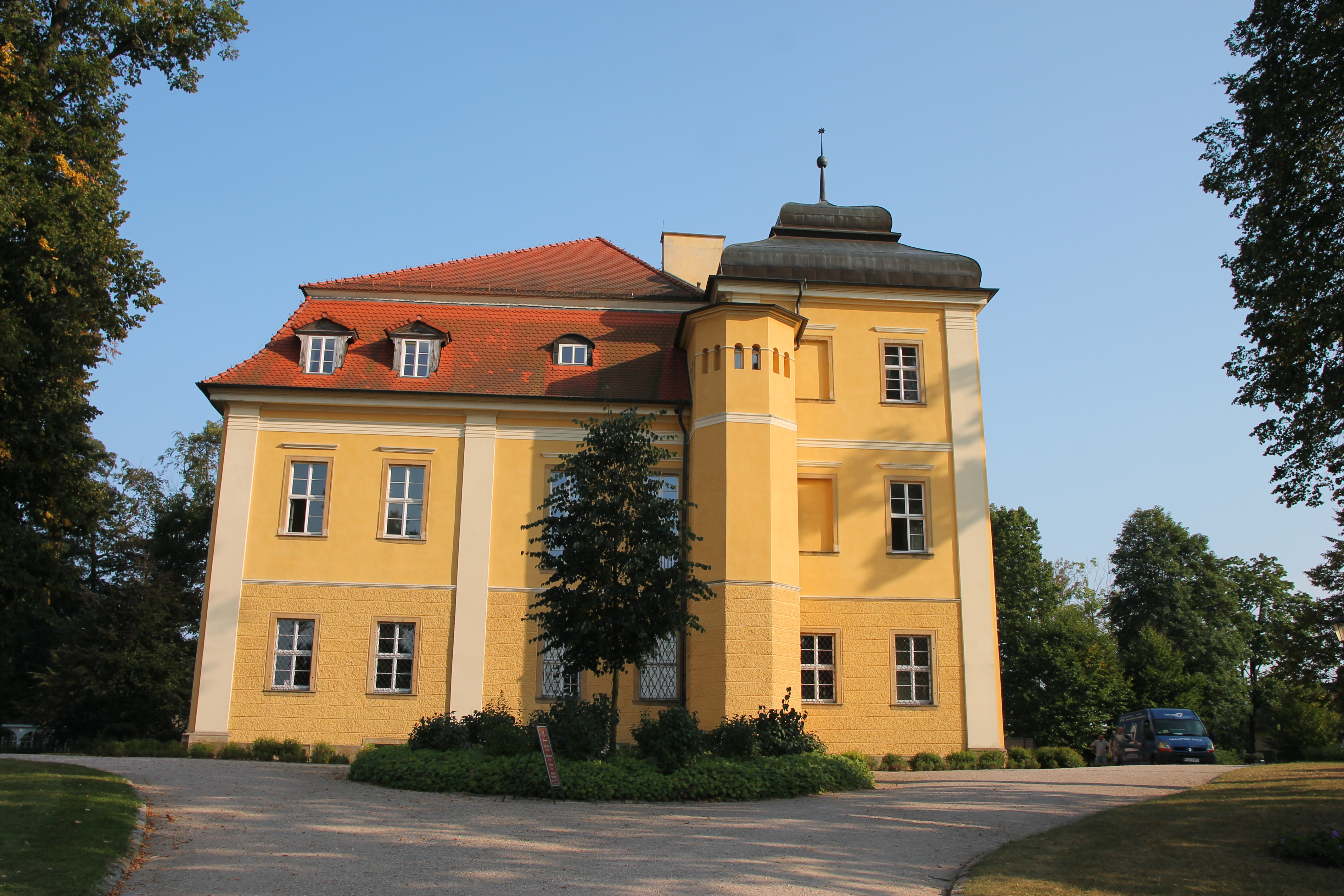
Zámek od severozápadu

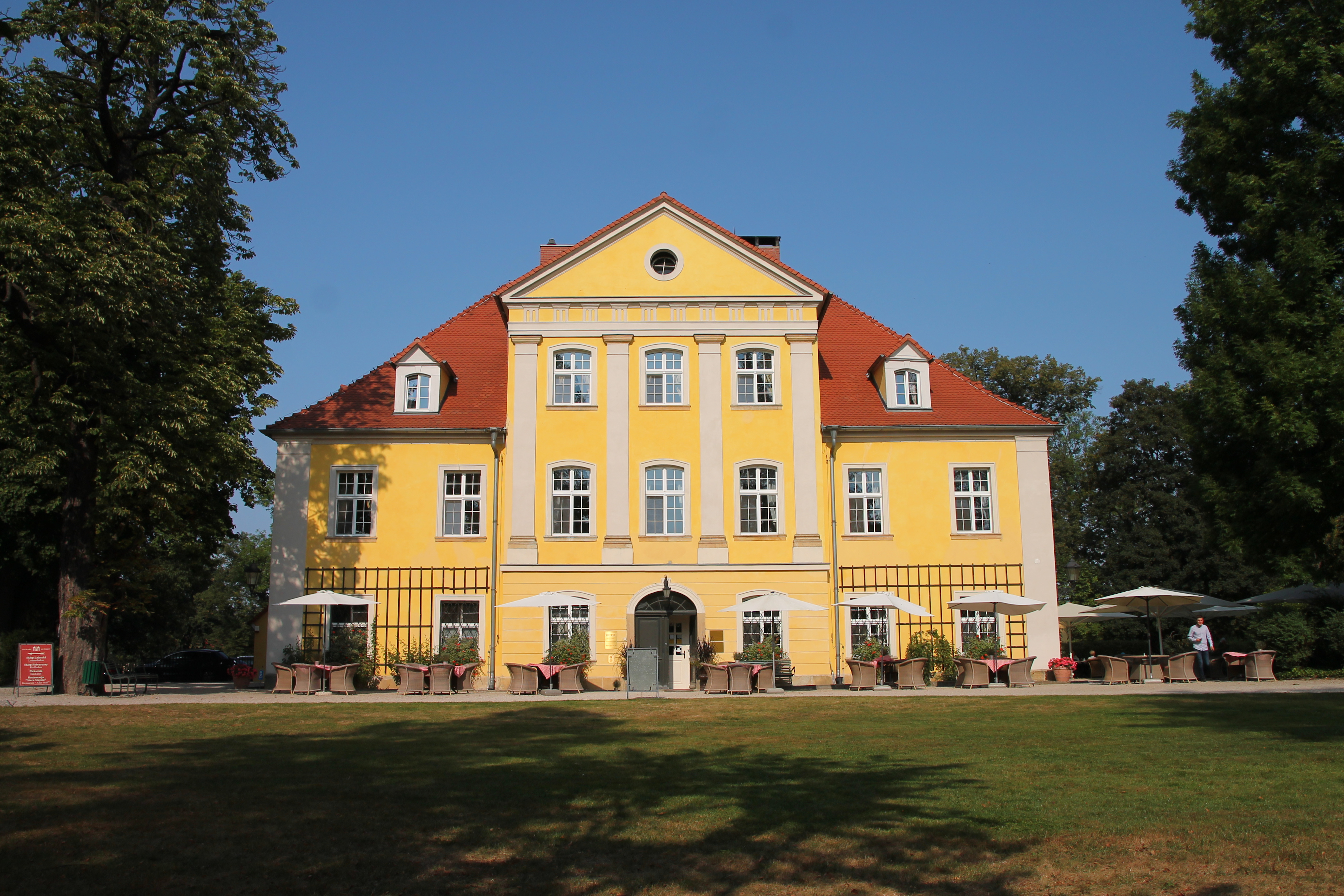
Dům vdovy

Raně barokní dvůr vznikl kolem druhé poloviny 17. století. Z této doby pochází hlavní část budovy a dva přístěnky. Budova byla obnovená v 20. letech 18. století, podle návrhu Martina Franze z Tallinnu. Největší změny byly provedeny během renovace v letech 1838–1844. Autorem návrhu byl Albert Tollberg. Rozvržení místnosti bylo změněno, bylo postaveno reprezentativní schodiště a další patro, a také byla rozšířena okna. Po druhé světové válce zámek převzal polský stát. Do roku 1977 v zámku sídlila škola, a od konce 70. let 20. století byl opuštěn. V roce 1992 budovou koupila polsko-německá společnost a opět začala renovace. 
Dům vdovy vznikl v letech 1803–1804 podle návrhu Christiana Gottfrieda Mentzela. Budova byla určena pro staršího člena rodiny von Mentzlů, hlavně pro bytové a užitné účely. Dnes se zde nachází hotel, restaurace a kavárna.
V současné době celý komplex plní komerční a gastronomické funkce. Prodávají se zde výrobky ze lnu, různé regionální speciality, a dále je tu pekárna, restaurace a kovárna. 
Seznam majitelů zámku v Lomnici:
- rodina von Zedlitz – v letech 1475–1654
- rodina von Tomagnini – v letech 1654–1737
- obchodník z Jelení Hory – Christian Menzel v letech 1737–1811
- Johann Georg Flack z Kowar – v letech 1811–1820
- baron Moritz von Roth – v letech 1820–1835
- rodina von Küster – v letech 1835–1945
- polský stát – v letech 1945–1992
- Elisabeth von Küste – v současné době

## Popis zámku a Domu vdovy

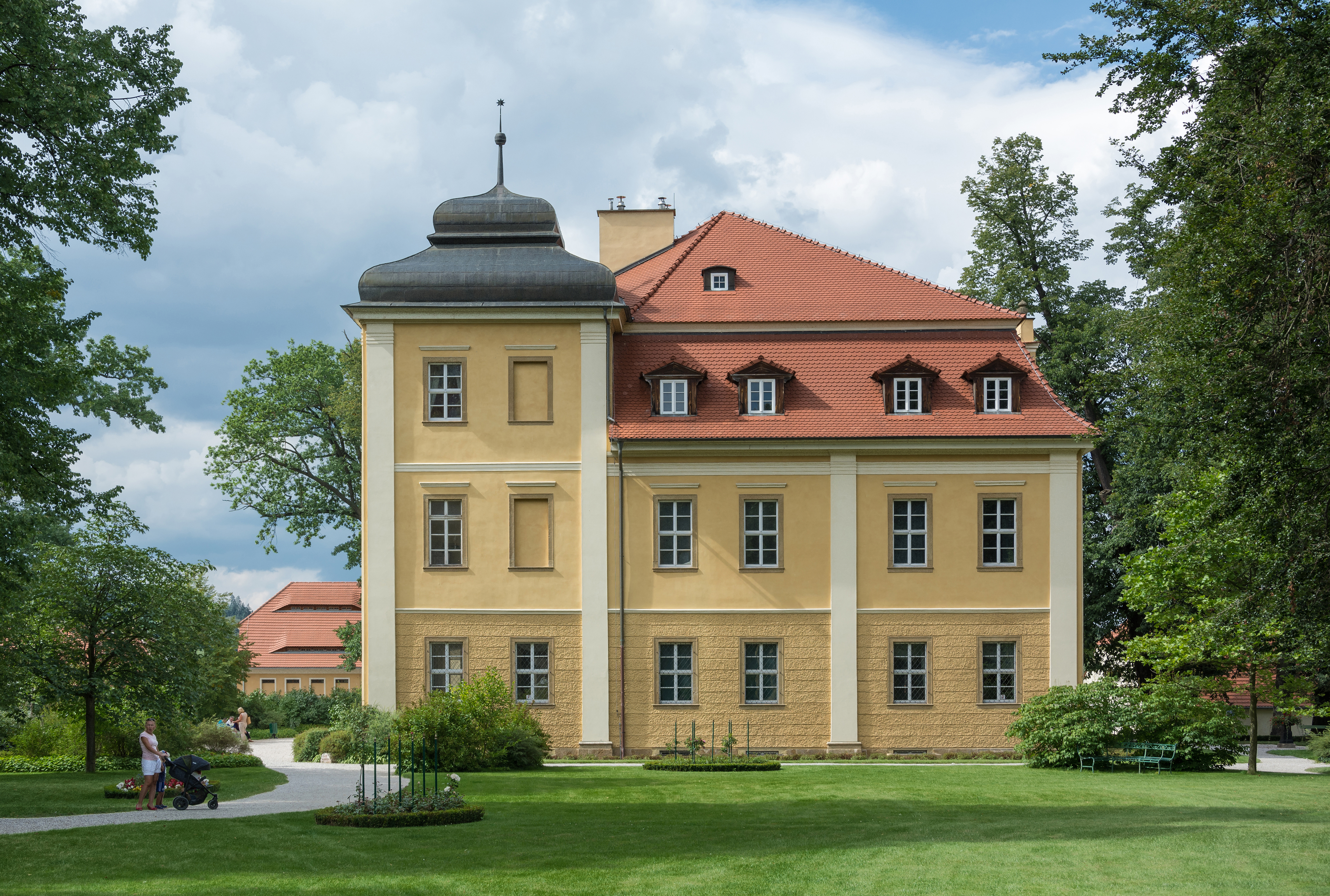
Pohled od jihovýchodu

Zámek je třípodlažní stavba postavená na čtyřúhelníkovým půdoryse s přístěnky a rizality. Přístěnky jsou kryty helmicemi a hlavní část zámku valbovou střechou. Uprostřed fasády je barokní portál. Rozvrhnutí místnosti je původní. V přízemí najdeme velké části nástěnné malby ze začátku 18. století. Dnes se zde nachází muzeum.
Dům vdovy je klasicistní dvoupodlažní stavba s valbovou střechou, která vznikla na obdélníkovým půdorysu. Na severní a na jižní průčelí jsou rizality.

## Odkazy

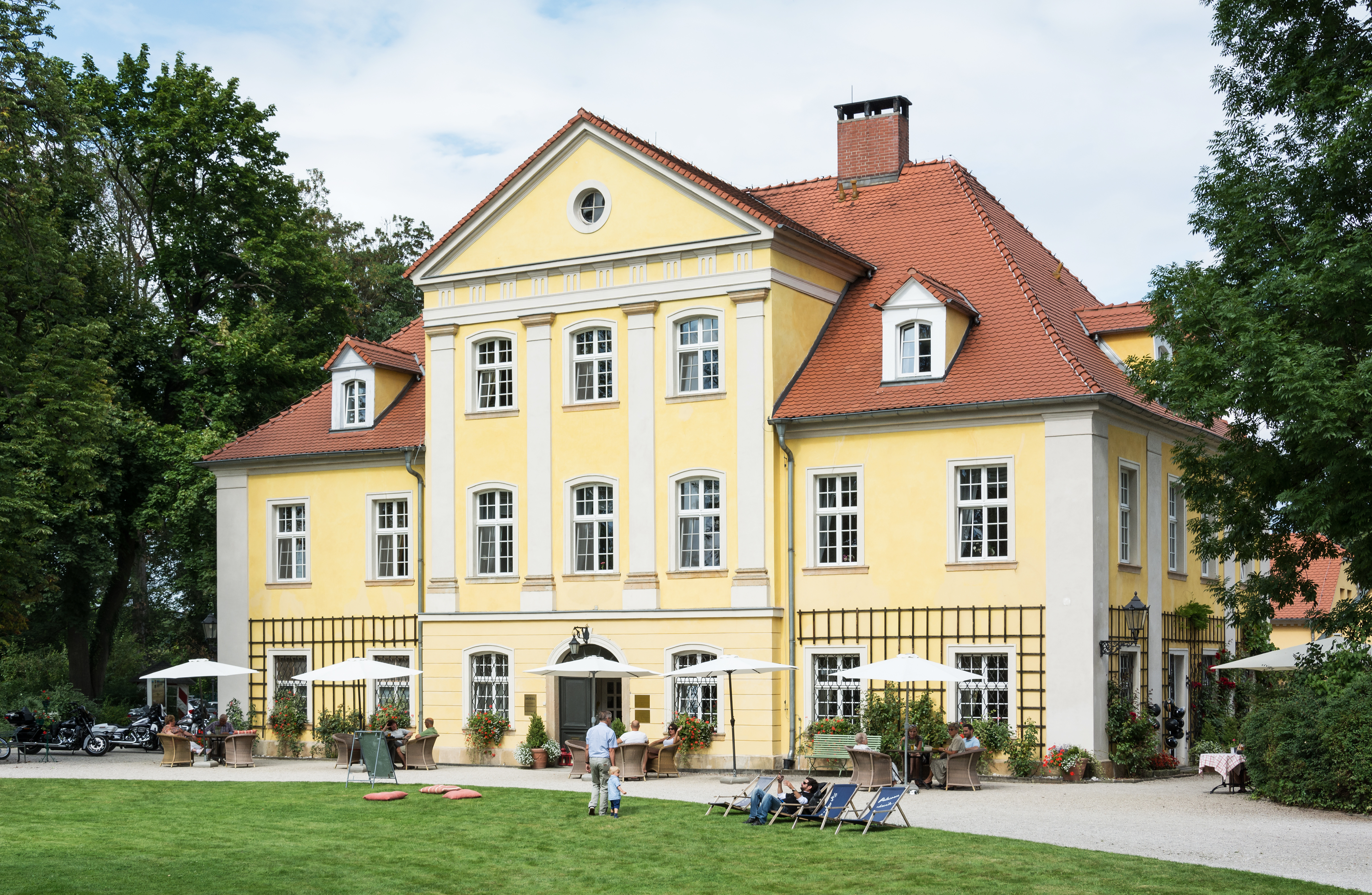
Dům vdovy

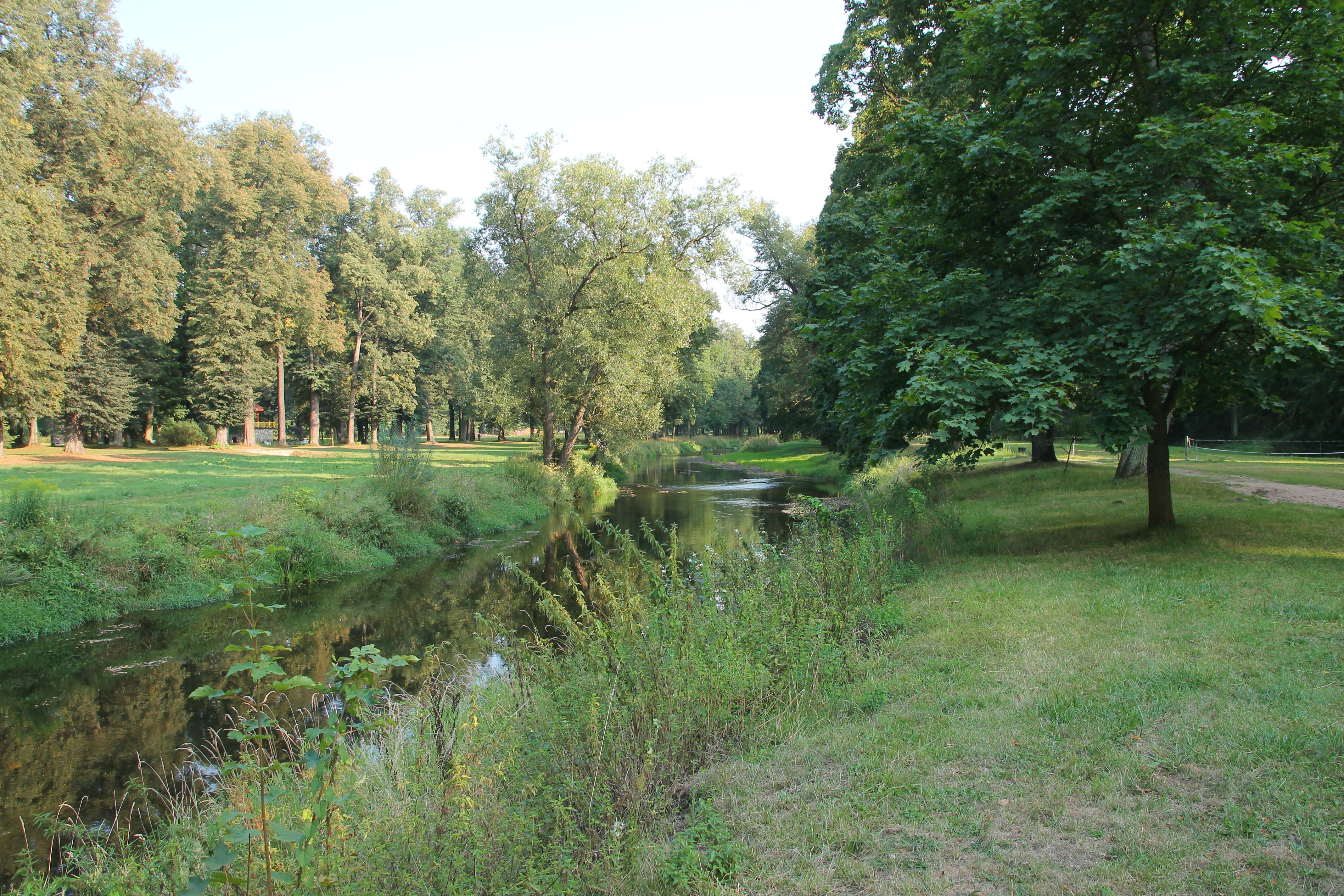
Zámecký park